# Plectris rugiceps
Plectris rugiceps är en skalbaggsart som beskrevs av Moser 1921. Plectris rugiceps ingår i släktet Plectris och familjen Melolonthidae. Inga underarter finns listade i Catalogue of Life.